# Bronson (Iowa)
Bronson es una ciudad situada en el Condado de Woodbury, en el estado de Iowa, Estados Unidos. Según el censo de 2010 tenía una población de 322 habitantes.

## Geografía
Según la Oficina del Censo de los Estados Unidos, la localidad tiene un área total de 0,79 km², la totalidad de los cuales 0,79 km² corresponden a tierra firme.

## Demografía
Según el censo de 2010, había 322 personas residiendo en la localidad. La densidad de población era de 407,59 hab./km². Había 117 viviendas con una densidad media de 148,1 viviendas/km². El 97,83% de los habitantes eran blancos, el 0,62% amerindios y el 1,55% pertenecía a dos o más razas. El 1,24% de la población eran hispanos o latinos de cualquier raza.